# Murchisonella cebuana
Murchisonella cebuana is een slakkensoort uit de familie van de Murchisonellidae. De wetenschappelijke naam van de soort is voor het eerst geldig gepubliceerd in 2005 door Bandel.